# Rodrigo Rumi
Rodrigo Fernández Rumi (* 26. August 1993 in Entre Ríos) ist ein argentinischer Schauspieler und Sänger. International bekannt wurde er vor allem durch seine Rolle Marcos Golden in der Disney-Serie BIA.

## Leben
Rumi, der ursprünglich aus Victoria in Entre Ríos stammt, zog 2011 nach Buenos Aires, um Architektur zu studieren. Nach einem Semester wechselte er in den Studiengang Industriedesign. Im selben Jahr meldete er sich für die siebte Staffel der Realtiy-Show Gran Hermano, der argentinischen Version von Big Brother, an. Im Alter von 19 Jahren gewann Rumi die Staffel. Die siebte Staffel wurde vom 2. November 2011 bis 13. April 2012 auf Telefe ausgestrahlt. Von dem Gewinn, der 750.000 Dollar betrug, kaufte er sich eine Wohnung in Palermo, einem Stadtteil von Buenos Aires. Nach seiner Teilnahme an Gran Hermano brach er sein Studium ab, um Schauspieler zu werden. Dazu begann er eine schauspielerische Ausbildung an der Musical-Comedy-Schule von Valeria Lynch. 2013 gab er sein schauspielerisches Fernsehdebut in der argentinischen Telenovela Señales del fin del mundo, in der er als Santiago zu sehen war.
Nach dem Engagement zog er zu einer befreundeten Familie in die Schweiz und arbeitete dort für vier bis sechs Monate, u. a. auf einem Bauernhof. 2017 war er im Theaterstück Herencia compartida im Artaza-Theater in Buenos Aires zu sehen. 2016/2017 zog Rumi nach Los Angeles, um seine Ausbildung beim Anthony Meindl’s Actor Workshop fortzusetzen. Nebenbei arbeitete er in einem Restaurant als Kellner. Von Disney Lateinamerika wurde er zu Castings für einen Nachfolger der Serie Soy Luna eingeladen. Rumi war folglich ab 2019 Teil des Casts der Disney-Telenovela BIA, dort verkörperte er die Rolle Marcos Golden in beiden Staffeln der Serie und in der Spezialepisode Bia: Un mundo al revés. In der Serie L-Pop, die für Disney+ produziert wird, ist er in der Rolle des Diego zu sehen.

## Filmografie
- 2011–2012: Gran Hermano
- 2013–2014: Señales del fin del mundo
- 2019–2020: BIA
- 2021: Bia: Un mundo al revés
- 2023: L-Pop